# Quimperlé
Quimperlé är en kommun i departementet Finistère i regionen Bretagne i västra Frankrike. Kommunen ligger i kantonen Quimperlé som tillhör arrondissementet Quimper. År 2022 hade Quimperlé 12 444 invånare.

## Befolkningsutveckling
Antalet invånare i kommunen Quimperlé
Referens:INSEE